# Danh sách xã thuộc tỉnh Hà Tĩnh
Tính đến ngày 1 tháng 1 năm 2025, tỉnh Hà Tĩnh có 209 đơn vị hành chính cấp xã, trong đó có 170 xã..
Dưới đây là danh các xã thuộc tỉnh Hà Tĩnh hiện nay.
| Xã               | Trực thuộc        | Diện tích (km²) | Dân số (người) | Mật độ dân số (người/km²) | Thành lập |
| ---------------- | ----------------- | --------------- | -------------- | ------------------------- | --------- |
| An Dũng          | Huyện Đức Thọ     |                 |                |                           |           |
| An Hòa Thịnh     | Huyện Hương Sơn   |                 |                |                           |           |
| Ân Phú           | Huyện Vũ Quang    |                 |                |                           |           |
| Bình An          | Huyện Thạch Hà    |                 |                |                           |           |
| Bùi La Nhân      | Huyện Đức Thọ     |                 |                |                           |           |
| Cẩm Bình         | Thành phố Hà Tĩnh |                 |                |                           |           |
| Cẩm Duệ          | Huyện Cẩm Xuyên   |                 |                |                           |           |
| Cẩm Dương        | Huyện Cẩm Xuyên   |                 |                |                           |           |
| Cẩm Hà           | Huyện Cẩm Xuyên   |                 |                |                           |           |
| Cẩm Hưng         | Huyện Cẩm Xuyên   |                 |                |                           |           |
| Cẩm Lạc          | Huyện Cẩm Xuyên   |                 |                |                           |           |
| Cẩm Lĩnh         | Huyện Cẩm Xuyên   |                 |                |                           |           |
| Cẩm Lộc          | Huyện Cẩm Xuyên   |                 |                |                           |           |
| Cẩm Minh         | Huyện Cẩm Xuyên   |                 |                |                           |           |
| Cẩm Mỹ           | Huyện Cẩm Xuyên   |                 |                |                           |           |
| Cẩm Nhượng       | Huyện Cẩm Xuyên   |                 |                |                           |           |
| Cẩm Quan         | Huyện Cẩm Xuyên   |                 |                |                           |           |
| Cẩm Quang        | Huyện Cẩm Xuyên   |                 |                |                           |           |
| Cẩm Sơn          | Huyện Cẩm Xuyên   |                 |                |                           |           |
| Cẩm Thạch        | Huyện Cẩm Xuyên   |                 |                |                           |           |
| Cẩm Thành        | Huyện Cẩm Xuyên   |                 |                |                           |           |
| Cẩm Thịnh        | Huyện Cẩm Xuyên   |                 |                |                           |           |
| Cẩm Trung        | Huyện Cẩm Xuyên   |                 |                |                           |           |
| Cẩm Vịnh         | Thành phố Hà Tĩnh |                 |                |                           |           |
| Châu Bình        | Huyện Hương Sơn   |                 |                |                           |           |
| Cổ Đạm           | Huyện Nghi Xuân   |                 |                |                           |           |
| Cương Gián       | Huyện Nghi Xuân   |                 |                |                           |           |
| Đan Trường       | Huyện Nghi Xuân   |                 |                |                           |           |
| Điền Mỹ          | Huyện Hương Khê   |                 |                |                           |           |
| Đỉnh Bàn         | Thành phố Hà Tĩnh |                 |                |                           |           |
| Đức Bồng         | Huyện Vũ Quang    |                 |                |                           |           |
| Đức Đồng         | Huyện Đức Thọ     |                 |                |                           |           |
| Đức Giang        | Huyện Vũ Quang    |                 |                |                           |           |
| Đức Hương        | Huyện Vũ Quang    |                 |                |                           |           |
| Đức Lạng         | Huyện Đức Thọ     |                 |                |                           |           |
| Đức Liên         | Huyện Vũ Quang    |                 |                |                           |           |
| Đức Lĩnh         | Huyện Vũ Quang    |                 |                |                           |           |
| Gia Hanh         | Huyện Can Lộc     |                 |                |                           |           |
| Gia Phố          | Huyện Hương Khê   |                 |                |                           |           |
| Hà Linh          | Huyện Hương Khê   |                 |                |                           |           |
| Hàm Trường       | Huyện Hương Sơn   |                 |                |                           |           |
| Hòa Hải          | Huyện Hương Khê   |                 |                |                           |           |
| Hòa Lạc          | Huyện Đức Thọ     |                 |                |                           |           |
| Hộ Độ            | Thành phố Hà Tĩnh |                 |                |                           |           |
| Hồng Lộc         | Huyện Thạch Hà    |                 |                |                           |           |
| Hương Bình       | Huyện Hương Khê   |                 |                |                           |           |
| Hương Đô         | Huyện Hương Khê   |                 |                |                           |           |
| Hương Giang      | Huyện Hương Khê   |                 |                |                           |           |
| Hương Lâm        | Huyện Hương Khê   |                 |                |                           |           |
| Hương Liên       | Huyện Hương Khê   |                 |                |                           |           |
| Hương Long       | Huyện Hương Khê   |                 |                |                           |           |
| Hương Minh       | Huyện Vũ Quang    |                 |                |                           |           |
| Hương Thủy       | Huyện Hương Khê   |                 |                |                           |           |
| Hương Trà        | Huyện Hương Khê   |                 |                |                           |           |
| Hương Trạch      | Huyện Hương Khê   |                 |                |                           |           |
| Hương Vĩnh       | Huyện Hương Khê   |                 |                |                           |           |
| Hương Xuân       | Huyện Hương Khê   |                 |                |                           |           |
| Ích Hậu          | Huyện Thạch Hà    |                 |                |                           |           |
| Khánh Vĩnh Yên   | Huyện Can Lộc     |                 |                |                           |           |
| Kim Hoa          | Huyện Hương Sơn   |                 |                |                           |           |
| Kim Song Trường  | Huyện Can Lộc     |                 |                |                           |           |
| Kỳ Bắc           | Huyện Kỳ Anh      |                 |                |                           |           |
| Kỳ Châu          | Huyện Kỳ Anh      |                 |                |                           |           |
| Kỳ Giang         | Huyện Kỳ Anh      |                 |                |                           |           |
| Kỳ Hà            | Thị xã Kỳ Anh     | 10,51           |                |                           |           |
| Kỳ Hải           | Huyện Kỳ Anh      |                 |                |                           |           |
| Kỳ Hoa           | Thị xã Kỳ Anh     | 31,77           |                |                           |           |
| Kỳ Khang         | Huyện Kỳ Anh      |                 |                |                           |           |
| Kỳ Lạc           | Huyện Kỳ Anh      |                 |                |                           |           |
| Kỳ Lợi           | Thị xã Kỳ Anh     | 20,3            |                |                           |           |
| Kỳ Phong         | Huyện Kỳ Anh      |                 |                |                           |           |
| Kỳ Phú           | Huyện Kỳ Anh      |                 |                |                           |           |
| Kỳ Sơn           | Huyện Kỳ Anh      |                 |                |                           |           |
| Kỳ Tân           | Huyện Kỳ Anh      |                 |                |                           |           |
| Kỳ Tây           | Huyện Kỳ Anh      |                 |                |                           |           |
| Kỳ Thọ           | Huyện Kỳ Anh      |                 |                |                           |           |
| Kỳ Thư           | Huyện Kỳ Anh      |                 |                |                           |           |
| Kỳ Thượng        | Huyện Kỳ Anh      |                 |                |                           |           |
| Kỳ Tiến          | Huyện Kỳ Anh      |                 |                |                           |           |
| Kỳ Trung         | Huyện Kỳ Anh      |                 |                |                           |           |
| Kỳ Văn           | Huyện Kỳ Anh      |                 |                |                           |           |
| Kỳ Xuân          | Huyện Kỳ Anh      |                 |                |                           |           |
| Lâm Hợp          | Huyện Kỳ Anh      |                 |                |                           |           |
| Lâm Trung Thủy   | Huyện Đức Thọ     |                 |                |                           |           |
| Liên Minh        | Huyện Đức Thọ     |                 |                |                           |           |
| Lộc Yên          | Huyện Hương Khê   |                 |                |                           |           |
| Lưu Vĩnh Sơn     | Huyện Thạch Hà    |                 |                |                           |           |
| Mai Phụ          | Huyện Thạch Hà    |                 |                |                           |           |
| Mỹ Long          | Huyện Hương Sơn   |                 |                |                           |           |
| Mỹ Lộc           | Huyện Can Lộc     |                 |                |                           |           |
| Nam Điền         | Huyện Thạch Hà    |                 |                |                           |           |
| Nam Phúc Thăng   | Huyện Cẩm Xuyên   |                 |                |                           |           |
| Ngọc Sơn         | Huyện Thạch Hà    |                 |                |                           |           |
| Phú Gia          | Huyện Hương Khê   |                 |                |                           |           |
| Phú Lộc          | Huyện Can Lộc     |                 |                |                           |           |
| Phù Lưu          | Huyện Lộc Hà      |                 |                |                           |           |
| Phúc Đồng        | Huyện Hương Khê   |                 |                |                           |           |
| Phúc Trạch       | Huyện Hương Khê   |                 |                |                           |           |
| Quang Diệm       | Huyện Hương Sơn   |                 |                |                           |           |
| Quang Lộc        | Huyện Can Lộc     |                 |                |                           |           |
| Quang Thọ        | Huyện Vũ Quang    |                 |                |                           |           |
| Quang Vĩnh       | Huyện Đức Thọ     |                 |                |                           |           |
| Sơn Bằng         | Huyện Hương Sơn   |                 |                |                           |           |
| Sơn Giang        | Huyện Hương Sơn   |                 |                |                           |           |
| Sơn Hồng         | Huyện Hương Sơn   |                 |                |                           |           |
| Sơn Kim 1        | Huyện Hương Sơn   |                 |                |                           |           |
| Sơn Kim 2        | Huyện Hương Sơn   |                 |                |                           |           |
| Sơn Lâm          | Huyện Hương Sơn   |                 |                |                           |           |
| Sơn Lễ           | Huyện Hương Sơn   |                 |                |                           |           |
| Sơn Lĩnh         | Huyện Hương Sơn   |                 |                |                           |           |
| Sơn Lộc          | Huyện Can Lộc     |                 |                |                           |           |
| Sơn Ninh         | Huyện Hương Sơn   |                 |                |                           |           |
| Sơn Phú          | Huyện Hương Sơn   |                 |                |                           |           |
| Sơn Tây          | Huyện Hương Sơn   |                 |                |                           |           |
| Sơn Tiến         | Huyện Hương Sơn   |                 |                |                           |           |
| Sơn Trung        | Huyện Hương Sơn   |                 |                |                           |           |
| Tân Dân          | Huyện Đức Thọ     |                 |                |                           |           |
| Tân Hương        | Huyện Đức Thọ     |                 |                |                           |           |
| Tân Lâm Hương    | Thành phố Hà Tĩnh |                 |                |                           |           |
| Tân Lộc          | Huyện Thạch Hà    |                 |                |                           |           |
| Tân Mỹ Hà        | Huyện Hương Sơn   |                 |                |                           |           |
| Thạch Bình       | Thành phố Hà Tĩnh | 3,71            |                |                           |           |
| Thạch Châu       | Huyện Thạch Hà    |                 |                |                           |           |
| Thạch Đài        | Thành phố Hà Tĩnh |                 |                |                           |           |
| Thạch Hải        | Thành phố Hà Tĩnh |                 |                |                           |           |
| Thạch Hội        | Thành phố Hà Tĩnh |                 |                |                           |           |
| Thạch Kênh       | Huyện Thạch Hà    |                 |                |                           |           |
| Thạch Khê        | Thành phố Hà Tĩnh |                 |                |                           |           |
| Thạch Kim        | Huyện Thạch Hà    |                 |                |                           |           |
| Thạch Lạc        | Thành phố Hà Tĩnh |                 |                |                           |           |
| Thạch Liên       | Huyện Thạch Hà    |                 |                |                           |           |
| Thạch Long       | Huyện Thạch Hà    |                 |                |                           |           |
| Thạch Mỹ         | Huyện Thạch Hà    |                 |                |                           |           |
| Thạch Ngọc       | Huyện Thạch Hà    |                 |                |                           |           |
| Thạch Sơn        | Huyện Thạch Hà    |                 |                |                           |           |
| Thạch Thắng      | Thành phố Hà Tĩnh |                 |                |                           |           |
| Thạch Trị        | Thành phố Hà Tĩnh |                 |                |                           |           |
| Thạch Văn        | Thành phố Hà Tĩnh |                 |                |                           |           |
| Thạch Xuân       | Huyện Thạch Hà    |                 |                |                           |           |
| Thanh Bình Thịnh | Huyện Đức Thọ     |                 |                |                           |           |
| Thanh Lộc        | Huyện Can Lộc     |                 |                |                           |           |
| Thiên Lộc        | Huyện Can Lộc     |                 |                |                           |           |
| Thịnh Lộc        | Huyện Thạch Hà    |                 |                |                           |           |
| Thọ Điền         | Huyện Vũ Quang    |                 |                |                           |           |
| Thuận Lộc        | Thị xã Hồng Lĩnh  | 7,39            |                |                           |           |
| Thuần Thiện      | Huyện Can Lộc     |                 |                |                           |           |
| Thượng Lộc       | Huyện Can Lộc     |                 |                |                           |           |
| Thường Nga       | Huyện Can Lộc     |                 |                |                           |           |
| Trường Sơn       | Huyện Đức Thọ     |                 |                |                           |           |
| Tùng Ảnh         | Huyện Đức Thọ     |                 |                |                           |           |
| Tùng Châu        | Huyện Đức Thọ     |                 |                |                           |           |
| Tùng Lộc         | Huyện Can Lộc     |                 |                |                           |           |
| Tượng Sơn        | Thành phố Hà Tĩnh |                 |                |                           |           |
| Việt Tiến        | Huyện Thạch Hà    |                 |                |                           |           |
| Vượng Lộc        | Huyện Can Lộc     |                 |                |                           |           |
| Xuân Giang       | Huyện Nghi Xuân   |                 |                |                           |           |
| Xuân Hải         | Huyện Nghi Xuân   |                 |                |                           |           |
| Xuân Hội         | Huyện Nghi Xuân   |                 |                |                           |           |
| Xuân Hồng        | Huyện Nghi Xuân   |                 |                |                           |           |
| Xuân Lam         | Huyện Nghi Xuân   |                 |                |                           |           |
| Xuân Liên        | Huyện Nghi Xuân   |                 |                |                           |           |
| Xuân Lĩnh        | Huyện Nghi Xuân   |                 |                |                           |           |
| Xuân Lộc         | Huyện Can Lộc     |                 |                |                           |           |
| Xuân Mỹ          | Huyện Nghi Xuân   |                 |                |                           |           |
| Xuân Phổ         | Huyện Nghi Xuân   |                 |                |                           |           |
| Xuân Thành       | Huyện Nghi Xuân   |                 |                |                           |           |
| Xuân Viên        | Huyện Nghi Xuân   |                 |                |                           |           |
| Xuân Yên         | Huyện Nghi Xuân   |                 |                |                           |           |
| Yên Hòa          | Huyện Cẩm Xuyên   |                 |                |                           |           |
| Yên Hồ           | Huyện Đức Thọ     |                 |                |                           |           |